# Gasteracantha recurva
Gasteracantha recurva är en spindelart som beskrevs av Simon 1877. Gasteracantha recurva ingår i släktet Gasteracantha och familjen hjulspindlar.
Artens utbredningsområde är Filippinerna. Inga underarter finns listade i Catalogue of Life.